# パーティクルデータグループ
パーティクル・データ・グループ(Particle Data Group)は、素粒子物理学などの分野の物理学者による国際的コラボレーションの一つ。
素粒子やそれに準ずる基本的な粒子について、過去に行われた実験の結果などから、それらの粒子の基本的な性質を一覧にまとめて出版するなどの活動を行っている。